# Kollapse
Kollapse är Breachs fjärde och sista studioalbum, utgivet på skivbolaget Burning Heart Records 2001.

## Låtlista[1]
1. "Big Strong Boss" - 5:32
2. "Old Ass Player" - 2:14
3. "Sphincter Ani" - 1:18
4. "Alarma" - 2:58
5. "Lost Crew" - 5:12
6. "Teeth Out" - 8:58
7. "Breathing Dust" - 2:57
8. "Mr. Marshall" - 5:06
9. "Seven" - 2:46
10. "Murder Kings and Killer Queens" - 2:06
11. "Kollapse" - 8:54